# De Mévius

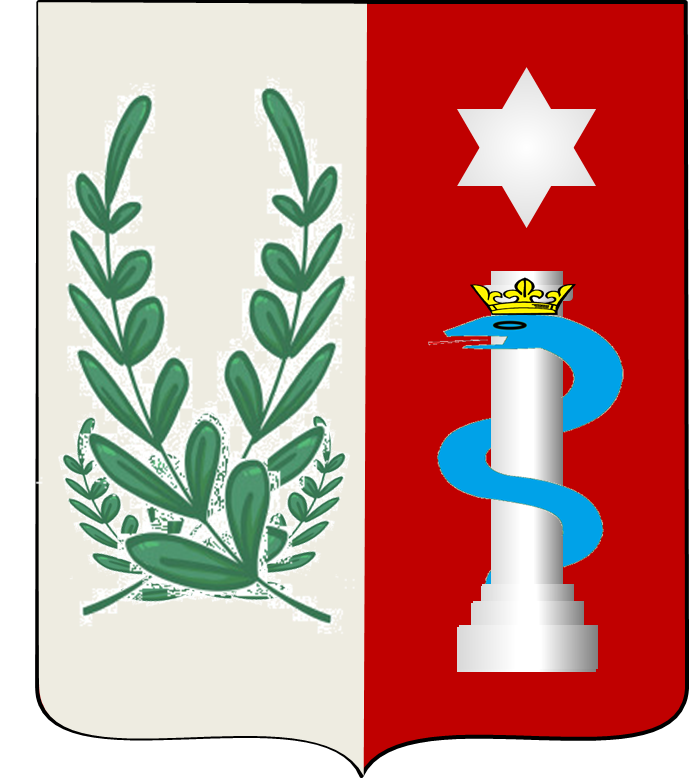
Wapenschild van de familie de Mévius

De Mévius is een Belgische adellijke familie. Samen met de families de Spoelberch en Van Damme groeide de familie tot een van de rijkste van België uit, met name door hun belang in AB InBev, dat door fusies en overnames in de tweede helft van de 20e eeuw tot de grootste brouwerij ter wereld uitgroeide.

## Geschiedenis
- In 1562 verleende keizer Ferdinand I een wapenschild en de machtiging om lenen te verheffen aan Joachim Mevius, licentiaat in de rechten.
- In 1665 verhief de Regentschapsraad in Stockholm David Mevius in de adel, met vergunning om zijn naam door een adellijk partikel te laten voorgaan.
- In 1871 verkreeg Gustave de Mevius adelserkenning en toekenning van de titel baron voor hemzelf en alle nakomelingen-naamdragers.

## Enkele telgen
- Sophie de Mévius (1792-1859), trouwde in 1814 in Brussel met Alexandre Dugniolle (1790-1879), ambtenaar en volksvertegenwoordiger
- Philippe de Mévius (1794-1871), trouwde in 1829 in Brussel met Eugénie Willems (1799-1856), zus van Edmond Willems, senator, burgemeester van Wespelaar en eigenaar van Brouwerij Artois
  - Gustave de Mévius (1834-1877), provincieraadslid van Namen en gouverneur van Namen, trouwde in 1854 in Brussel met Léonie Bosquet (1835-1923), dochter van Gustave Bosquet, raadsheer in het Hof van Cassatie, volksvertegenwoordiger en gemeenteraadslid van Brussel en Sint-Gillis
    - Berthe de Mévius (1855-1906), trouwde in 1875 in Brussel met burggraaf Octave Le Sergeant d'Hendecourt (1839-1900), volksvertegenwoordiger
    - Eugène de Mévius (1857-1936), brouwer, provincieraadslid van Namen en senator, trouwde in 1881 in Wespelaar met Amélie Willems (1859-1947), dochter van Edmond Willems
      - Gustave de Mévius (1882-1931), trouwde in 1921 in Brussel met gravin Isabelle de Lalaing (1896-1929), dochter van graaf Charles-Maximilien de Lalaing, diplomaat
        - Éric de Mévius (1925-2007), trouwde in 1948 in Overijse met Monique Doret (1926-1973) en in 1974 in Huldenberg met gravin Marguerite de Limburg Stirum (1932), kunstenares, dochter van graaf Thierry de Limburg Stirum, historicus en burgemeester van Huldenberg, en schoonzus van prinses Hélène d'Orléans